# بخش والنتونا
بخش والنتونا (به سوئدی: Vallentuna kommun) یک ناحیه شهری در سوئد است که در شهرستان استکهلم واقع شده‌است.